# Steinkreuz Heckstraße

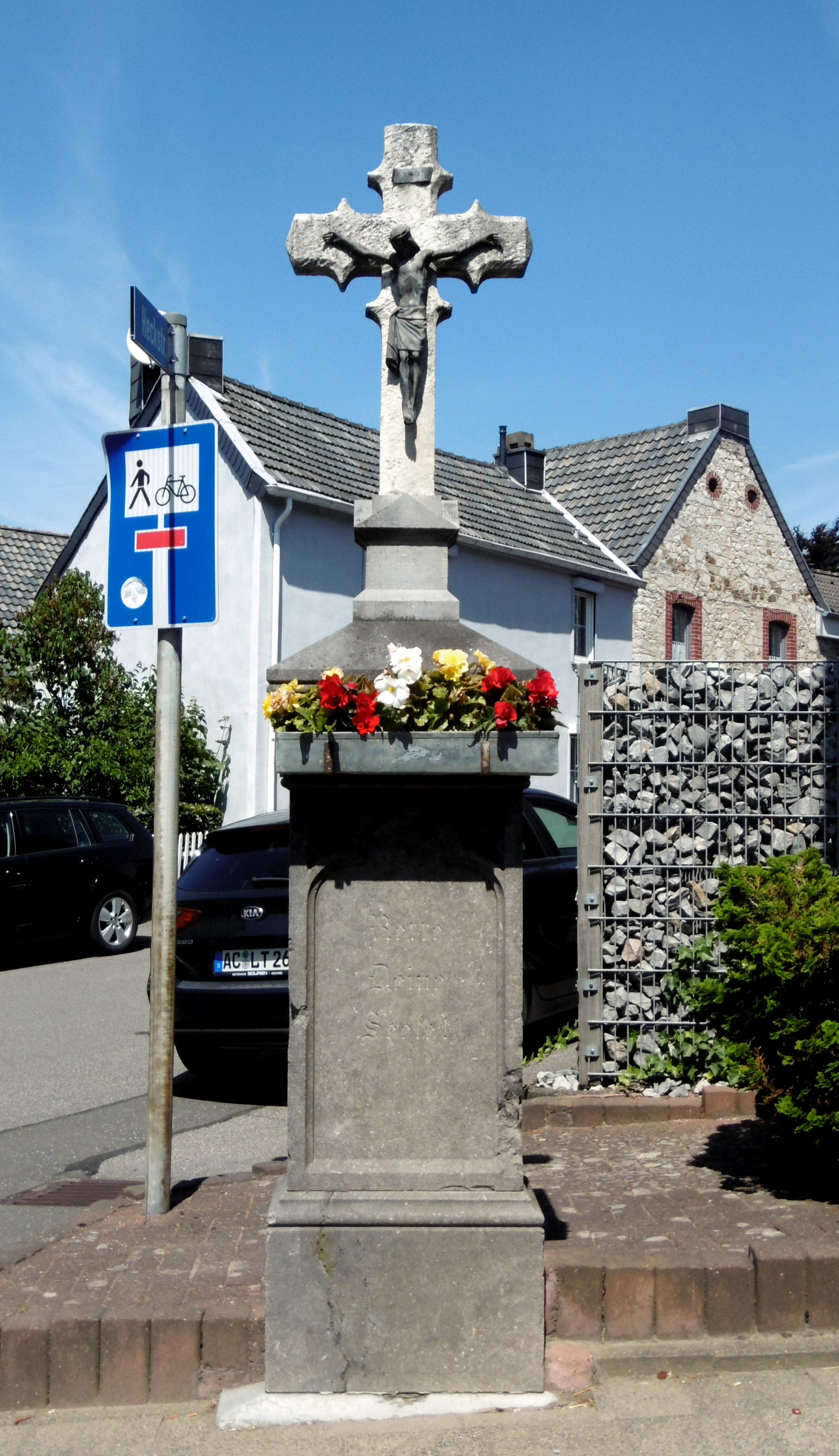
Steinkreuz Heckstraße

Das Steinkreuz Heckstraße ist ein Votivkreuz im Aachener Stadtteil Eilendorf. 

## Geschichte
Bis zum Jahr 1904 stand in der Heckstraße an gleicher Stelle unter einer mächtigen Kastanie ein Holzkreuz, über dessen Ursprung nichts bekannt ist. Der Standort Heckstraße 93 wurde damals von den drei ledigen Geschwistern Bartz (Adam, Dionysius und Gertrud) bewohnt. Sie ließen 1904 die Kastanie fällen und errichteten das heutige Steinkreuz.
Das Geld zur Errichtung des neuen Kreuzes stifteten ansässige Familien; überliefert sind die Familien Bartz, Capellmann, Decker, Högen, Kauhsen, Knops und Woopen. Die Jahreszahl der Errichtung, also 1904, wurde eingraviert und unterhalb davon die Inschrift „Rette Deine Seele“. 
Nach Überlieferung beteten die Anwohner in den ersten Monaten des Ersten Weltkriegs abends am Kreuz. Nach dem Zweiten Weltkrieg wurde ein kleines Gitter entfernt. 

## Aufbau
Das Kreuz hat eine Gesamthöhe von 3,27 m und besteht wie der untere Sockelstein aus Blaustein. Die übrigen Teile wurden aus scharriertem belgischen Granit gefertigt. Das Kreuz an sich besteht aus zwei Sockelsteinen und dem Hauptstein mit Inschrift und Ornamenten (Dreipass). Der Hauptstein ist oben mit einem schrägen bestückten Abdeckstein versehen, auf dem das Kreuz steht. Der Christuskorpus des im Stil der Gründerzeit gestalteten Kreuzes ist aus Metall.